# Goniobranchus multimaculosus
Goniobranchus multimaculosus is een slakkensoort uit de familie van de Chromodorididae. De wetenschappelijke naam van de soort is voor het eerst geldig gepubliceerd in 1987 door Rudman.